# 煙灰缸
煙灰缸，是一個盛載煙灰、煙頭的器皿，形狀似一個開口碗、有蓋的盒、郵箱，或者垃圾桶等。煙灰缸用料為耐燃物料，包括石、瓦、金屬等。禮品公司不少利用煙灰缸表面作廣告宣傳。在禁煙的社區，有放置煙灰缸的場所通常是吸煙區。

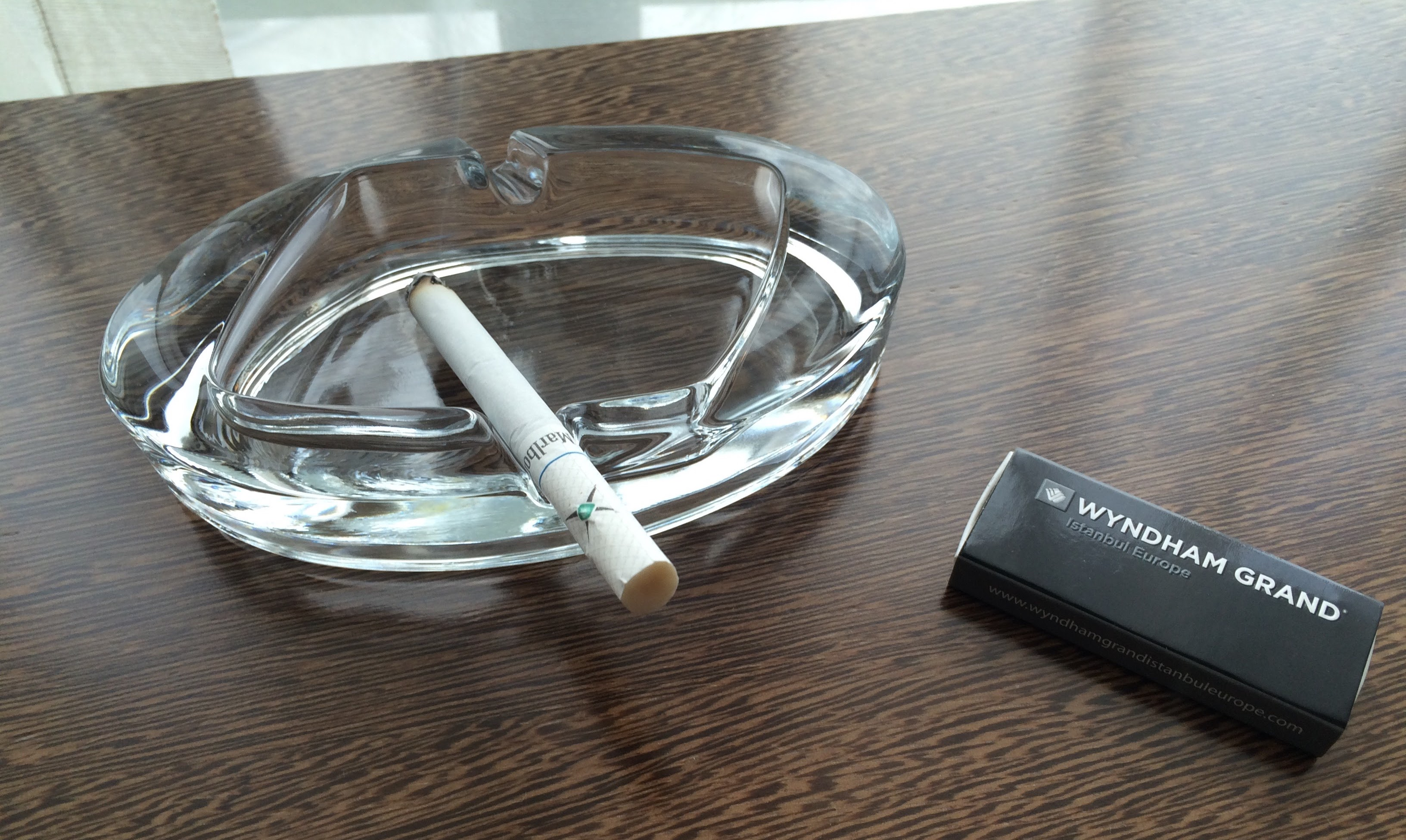
玻璃製的煙灰缸
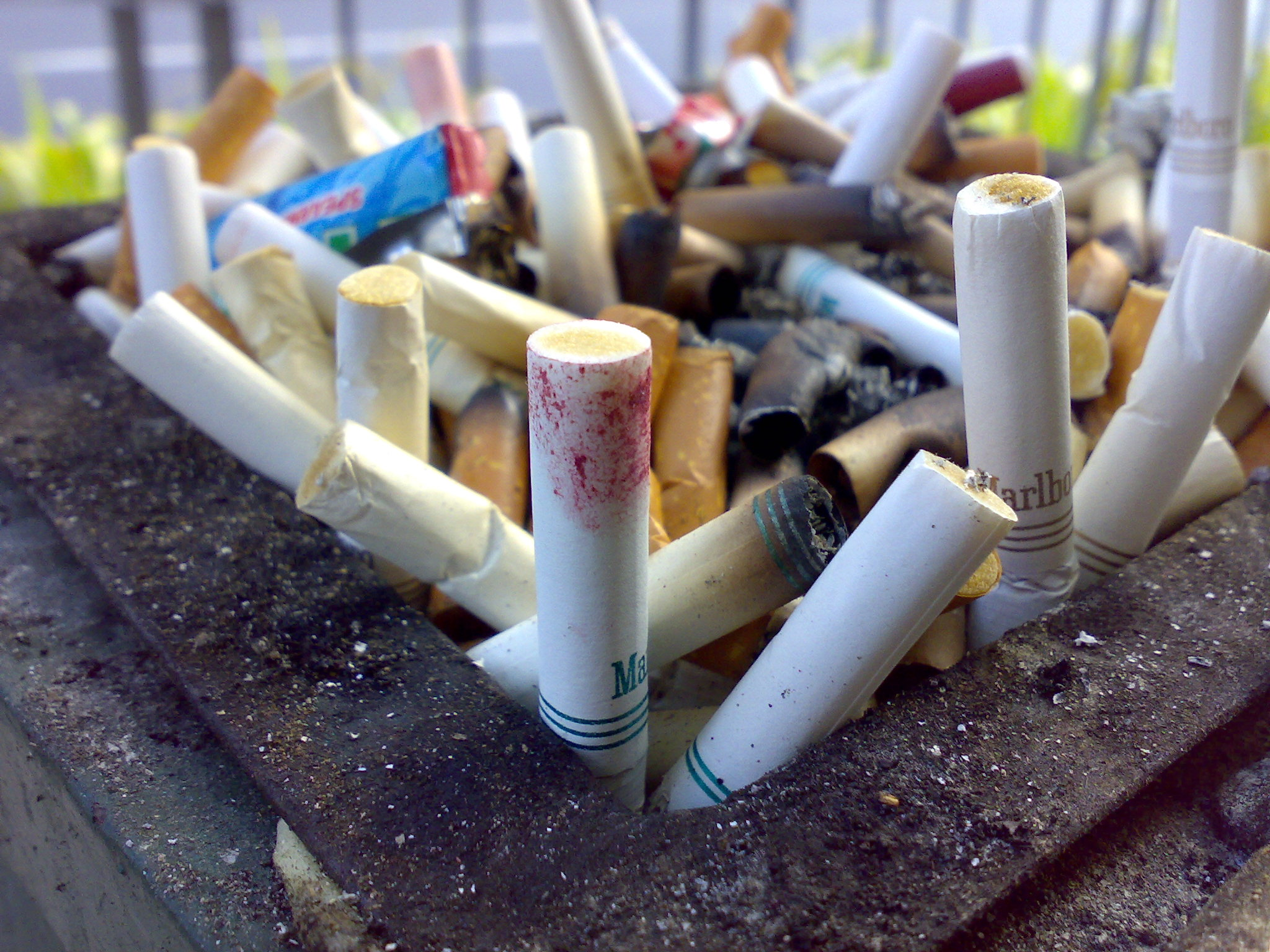
路邊插滿煙蒂的煙灰缸
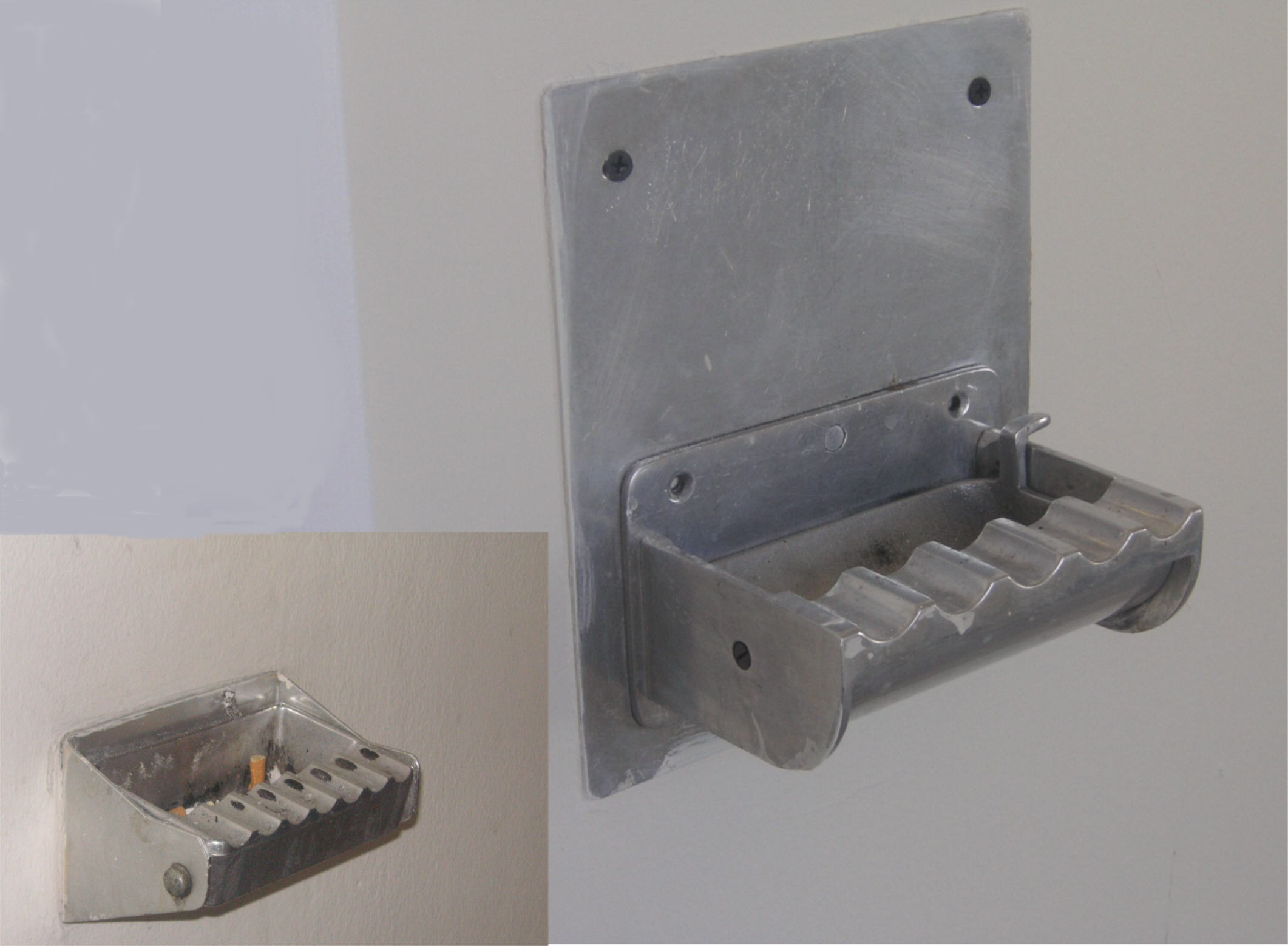
掛牆式煙灰缸